# Ижмо-Печорский уезд
Ижмо-Печорский уезд — уезд в автономной области Коми (Зырян) РСФСР, существовавший в 1922—1929 годах.
Ижмо-Печорский уезд в центре с селом Ижма был образован в мае 1922 года из части бывшего Печорского уезда Архангельской губернии. По другим данным образован 2 мая 1920 года в составе 25 волостей.
В 1929 году все уезды АО Коми (Зырян) были упразднены, а вместо них созданы районы.

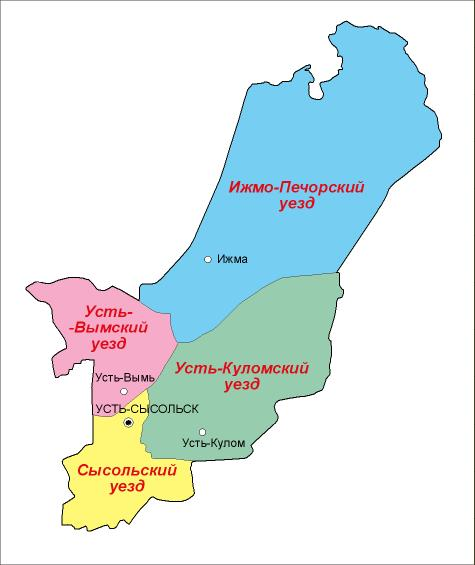
Уезд в составе АО коми (зырян)

По данным 1926 года в уезд входило 19 волостей: Бакуринская, Брикаланская, Верхнеустинская, Галовская, Гамская, Ижемская, Кедвавомская, Кипиевская, Колвинская, Красноборская, Мохченская, Мошьюгская, Няшебожская, Сизябская, Усть-Кожвинская, Устьлыжинская, Усть-Усинская, Усть-Ухтинская, Щельяюрская.
В уезде проживало 30,7 тыс. жителей. Все они жили в сельской местности.